# Amidorus cribricollis
Amidorus cribricollis är en skalbaggsart som beskrevs av Lucas 1846. Amidorus cribricollis ingår i släktet Amidorus och familjen Aphodiidae. Inga underarter finns listade i Catalogue of Life.